# إيفا شتريتماتر
إيفا شتريتماتر Eva Strittmatter (ولدت في نويْروبن في 8 فبراير 1930 - 3 يناير 2011)، شاعرة وكاتبة قصصية ألمانية.

## حياتها
درست إيفا شتريتماتر اللغتين الألمانية والرومانية وآدابهما وعلوم التربية في برلين. تزوجت في عام 1950 وأنجبت ابنا، غير أن هذا الزواج ما لبث أن فشل فانفصلت عن زوجها. وكانت قبل طلاقها قد تعرفت على إرفن شتريتماتر فتزوجته بعد الطلاق.
وبعد أن أنهت دراستها في عام 1951 عملت مراجعة متطوعة في اتحاد الكتاب الألمان في ألمانيا الشرقية. وبدأت تنشر كتاباتها النقدية الأدبية في عام 1952 في المجلة الأدبية «ndl». وبين عامي 1953 و 1954 عملت مراجعة في دار نشر لكتب الأطفال في ألمانيا الشرقية.
وفي عام 1954 قررت التفرغ للكتابة. واحتل الشعر مكانا رئيسيا من كتاباتها، وإلى جانب الشعر نشرت كذلك العديد من الأعمال القصصية للأطفال والكبار.
وقد قامت بين عامي 1960 و 1972 بالعديد من الرحلات إلى الاتحاد السوفييتي ويوغوسلافيا، بصفتها عضو في اللجنة الخارجية في اتحاد الكتاب في ألمانيا الشرقية.
وفي عام 1994 أصيبت إيفا بأزمة نفسية شديدة، حيث مات خلال تسعة أشهر في ذلك العام كل من أمها وزوجها إرفن وابنها ماتي Matti. وهي تعيش الآن في شولتسنهوف Schulzenhof في ولاية براندنبورج.
وقد حصلت على العديد من الجوائز منها، جائزة هاينريش هاينه في عام 1975, وجائزة فالتر باور في عام 1998.

## من أعمالها

### دواوين شعرية[6]
- سأصنع أغنية من الصمت 1973
- ثلج القمر في المروج 1975
- تحت الضوء المتقلب 1990
- الجميل 1997
- الحب والكراهية...القصائد السرية
- الشتاء بعد الحب السيء
- منظر طبيعي 2005

من قصائدها بالعربيّة:
إيفا شتريتماتر
Eva Strittmatter
1930 نويروبّين

صيّادون وشعراء
الصيّاد يقول لي اليوم، في سبعة أيّام
سيكون قمر كبير. والقمح سيحصد.
إنّه هكذا متأكّد أنّه سيحصد
حيوانا من الحيوانات الوديعة تحت القمر...
لو عرف واحد منّا متى ينمو القمر.
وكيف سيصبح عليه وضعنا. بعد سبعة أيّام.
لسنا أبدا متأكّدين. (الأقمار هي فينا.)
نعيش في الزّمن الدّائم.
ترجمة: عبد الرحمن عفيف

### كتابات قصصية
- رسائل من شولتسنهوف Briefe aus Schulzenhof...الجزء الأول 1977
- الشعر وأشياء أخرى 1983
- مايو في بيستاني 1986
- رسائل من شولتسنهوف...الجزء الثاني 1990
- رسائل من شولتسنهوف...الجزء الثالث 1995
- أيتها الخضرة الحبيبة... كتاب عن الحدائق وفصول السنة 2000

## روابط خارجية
- إيفا شتريتماتر على موقع IMDb (الإنجليزية)
- إيفا شتريتماتر على موقع مونزينجر (الألمانية)
- إيفا شتريتماتر على موقع ألو سيني (الفرنسية)
- إيفا شتريتماتر على موقع ديسكوغز (الإنجليزية)